# Гномы-вредители
Гномы-вредители (оригинальное название «Saboteur») — карточная настольная игра на тему золотодобычи, разработанная Фредериком Мойерсоном (Frederic Moyersoen) и выпущенная в 2004 году компанией Z-Man Games. В России локализована в 2010 году компанией «Стиль Жизни».

## Игровой процесс
На кон игры игрок становится либо «Золотодобытчиком» либо «Вредителем» и получает в руку набор карт — карты пути и карты действий. В ходе игры игроки последовательно играют одну карту с руки и берут новую карту из колоды.
Золотодобытчики должны проложить с помощью карт пути туннель от входа в рудник к трем залежам ископаемых (золото находится только в одной из них, однако, так как карты лежат лицом вниз, никто из игроков не знает в какой). Вредители, в свою очередь, пытаются не пустить гномов к залежам, например, поворачивая или взрывая туннели.
Каждый игрок может сыграть также карту действия, которая может помешать или помочь другим игрокам (ломая или чиня их инструменты). Таким образом игроки могут затруднять или облегчать жизнь тем, кто, по их мнению, является Золотодобытчиком или Вредителем
После трех конов игры, в конце каждого из которых происходит распределение золота, игра заканчивается и определяется победитель.

## Подготовка к игре
Для подготовки к игре необходимо расположить карту входа в рудник на одном конце игрового поля, а на другом — на расстоянии семи карт — три карты ископаемых лицом вниз.
Колоду золотых самородков и колоду карт игры следует перемешать и положить рядом с полем.
В соответствии с числом игроков необходимо сформировать колоду персонажей, карты из которой определяют роли игроков на этот кон.

## Завершение кона
Кон игры заканчивается либо если проложен туннель от карты начала к карте золота (и тогда побеждают Золотодобытчики), либо в случае, когда карты на руках игроков закончились, а туннель к золоту не проложен (в этом случае побеждают Вредители). Победившие игроки получают золотые самородки.
Игра состоит из трех конов, а значит, большинство игроков успеют сыграть обе роли. В конце третьего раунда побеждает игрок, собравший больше всего золотых самородков.

## Награды
- 2007 Major Fun — Победитель.
- 2006 Games 100 — Лучшая семейная игра, Номинант.